# 乌海站
乌海站位于中华人民共和国内蒙古自治区乌海市，是包银高速铁路与包兰铁路建设中的车站。